# Abbaye d'Asbach
L’abbaye d'Asbach est une ancienne abbaye bénédictine à Rotthalmünster dans le Land de Bavière et le diocèse de Passau.

## Histoire
L'abbaye est fondée avant 1091 par Christina, la veuve du comte Gerold de Frauenstein et Ering, et dépend d'abord de l'abbaye de Lambach. Elle devient indépendante en 1127 avec l'évêque Othon de Bamberg, alors subordonnée à l'abbaye de Prüfening, et introduit la réforme de Hirsau. L'abbé Friedrich von Sigenheim, formé à l'abbaye Saint-Emmeran, reconstruit l'église de 1170 à 1176.
L'abbaye est dissoute en 1803 au cours de la sécularisation. L'église devient une église paroissiale en 1806, une école est mise dans la prélature, les autres bâtiments sont de propriété privée.
Depuis 1976, l'association culturelle de l'abbaye d'Asbach restaure les bâtiments du monastère. Aujourd'hui, il y a un musée annexe du Bayerisches Nationalmuseum.

## Église
L'église est bâtie entre 1771 et 1780 dans le style du classicisme sous l'abbé Rupert II Alto (1775-1787) selon les plans de François Cuvilliés le Jeune.
Les peintures au plafond de 1784 sont du tyrolien Joseph Schöpf (de). Ils montrent dans le chœur la Transfiguration du Christ, dans la nef l'Assomption de Marie. Les neuf autels en bois sont créés par Anton Burchardt, les personnages, la chaire et le tabernacle par Joseph Deutschmann (de). Les peintures du retables sont de Martin Johann Schmidt. Le grand retable représente le meurtre de saint Matthieu.

## Bâtiments conventuels
Les bâtiments de deux étages sont regroupés autour de deux cours. Les bâtiments de le cour orientale sont bâtis en 1680 par Christoph Zuccalli, la cour occidentale émerge au début du XVIIIe siècle. Les encadrements de fenêtre en stuc sont de Johann Baptist Modler (de). À l'intérieur se trouvent la salle du comte avec des stucs de Modler et le réfectoire avec un plafond représentant la manne par Johann Jakob Zeiller datant de 1771.